# Черкассы-2
«Черкассы-2» (укр. Черкаси-2) — украинский футбольный клуб, резервная команда футбольного клуба «Черкассы» из одноимённого города.

## История
Команда была создана в 2000 году и сразу была заявлена для участия во Второй лиге Украины. Дебютную игру в чемпионате «Черкассы-2» провели 12 августа 2000 года, в Одессе, минимально уступив резервистам местного «Черноморца». На протяжении всего сезона главным тренером команды был Владимир Ковбий. Клуб проводил игры на стадионе «Центральный» в Черкассах, также ряд домашних матчей футболисты отыграли на стадионе «Локомотив» в Смеле. Команда провела всего один сезон во второй лиге, в течение всего года находясь на позициях аутсайдера и закончив чемпионат на предпоследней позиции в турнирной таблице, обойдя только снявшийся после первого круга «Кривбасс-2». Летом 2001 года «Черкассы-2» снялись с соревнований, в связи с вылетом основной команды из Первой лиги.
После снятия с чемпионата команда провела один сезон в чемпионате Черкасской области, после чего была расформирована. В 2005 году вторая команда клуба, к тому времени вернувшего историческое название «Днепр», снова была заявлена для участия в чемпионате области. В областном первенстве резервисты «Днепра», под названием «Днепр-2», выступали на протяжении трёх сезонов, в 2005 году представляя Смелу, а в 2006—2007 — Черкассы.

## Статистика
| Сезон   | Дивизион            | Место в чемпионате | И  | В | Н | П  | ГЗ | ГП | О  | Кубок Украины                 |
| ------- | ------------------- | ------------------ | -- | - | - | -- | -- | -- | -- | ----------------------------- |
| 1999/00 | Вторая лига Украины | 14 из 15           | 28 | 6 | 3 | 19 | 14 | 39 | 21 | Кубок Второй лиги 1/16 финала |